# S-178
Die S-178 war ein konventionell angetriebenes U-Boot der Whiskey-Klasse der Sowjetischen Marine. 
Das U-Boot sank am 21. Oktober 1981 nach der Kollision mit dem Fischfänger RFS Refrischerator-13 nahe Wladiwostok binnen weniger Minuten. Dabei kamen 18 Seeleute an Bord des U-Boots sofort um. Von den elf Männern, die beim Zusammenstoß ins Wasser geschleudert worden waren, wurden sieben vom Fischfänger gerettet. 26 Überlebende konnten sich in den vorderen Teil des U-Boots retten. Sie entschieden sich zwei Tage später für den Aufstieg aus 35 m Tiefe. Dabei starben sechs weitere Besatzungsmitglieder.
Das Boot wurde am 15. November 1981 gehoben und später verschrottet.